# FMみはら
株式会社FMみはら（エフエムみはら）は、広島県三原市の一部地域を放送区域として超短波放送（FM放送）をする特定地上基幹放送事業者である。FOR LIFE RADIO FMみはら（フォーライフレディオ - ）の愛称でコミュニティ放送をしている。ステーションコールは小林克也が担当。

## 概要
2018年（平成30年）開局。MCAT、三原商工会議所、道の駅みはら、三原市の四者がマスメディア集中排除原則にいう支配関係にある。
送信所
| 送信所                                                       | 空中線電力 | 設置場所               |
| ------------------------------------------------------------ | ---------- | ---------------------- |
| 親局                                                         | 20W        | 三原市登町（竜王山）   |
| 宇根山中継局                                                 | 5W         | 三原市久井町（宇根山） |
| - 親局のコールサインは、JOZZ8AW-FM - 周波数は、すべて87.4MHz |            |                        |

自主制作番組以外はミュージックバードの番組を放送

## 沿革
2017年（平成29年）
- 2月1日 - 株式会社FMみはら設立[2]

2018年（平成30年）
- 1月24日 - 試験電波発射[3]
- 3月12日 - 親局および宇根山中継局の特定地上基幹放送局の免許取得[4]
- 3月19日 - 本放送開始、防災情報の対応も開始[5]
- 4月19日 - 三原市と防災協定を締結[6]
- 5月1日 -  開局、生放送を開始[5]

2019年（令和元年）
- 5月1日 - JCBAインターネットサイマルラジオにおける配信を開始（同年5月6日まではテスト配信）[7]。

## 主な番組
詳細は公式ホームページの番組表を参照

### 自主制作番組
- フォーライフレディオFMみはらモーニング （月 - 金 7:00 - 9:00）
- フォーライフレディオFMみはらイブニングスペシャル （月　- 金 17:00 - 19:00）
- ベストヒットリクエスト （月 - 金 13:00 - 14:00、19:00 - 20:00）
- 藤田弘之のみはら情報局ラジオ （土 13:00 - 14:00、再放送 : 月 20:00 - 21:00）
- お昼のニュース（月 - 金 12:00 - 12:10） AIアナウンサー（ロボット）のハナヨがニュース、お知らせ、音楽等を紹介する10分間。

## FM告知端末ラジオ
三原市は、FM告知端末ラジオ（緊急告知FMラジオ）を全世帯に配布
している。
ラジオ有型とラジオ無型の２種類あり、ラジオ無型はFMみはら以外は聞けない専用受信機で無料、ラジオ有型はFMみはら以外の県内FM放送やAM放送局も受信でき有料である。